# 에가촌
에가촌(일본어: 恵我村)은 일본 오사카부 나카카와치군에 있던 촌이다. 현재 마쓰바라시 북동부 및 야오시 와카바시정에 해당한다.

## 역사
- 1889년 4월 1일 - 정촌제 시행에 의해 단보쿠군 5개 촌의 구역을 가지고 성립하였다.
- 1896년 4월 1일 - 군 통합에 의해 나카카와치군이 성립하였다.
- 1955년 2월 1일 - 마쓰바라정, 아마미정, 누노세촌, 미야케촌과 합병해, 마쓰바라시가 성립하여, 동일 에가촌은 폐지되었다
- 1964년 4월 1일 -  마쓰바라시 중 구촌 지역의 일부(와카바시, 오호리 중 야마토강 우안의 기타 와카바시 지구)가 야오시에 편입되었다.

## 교통

### 도로
현재는 구 정역에 니시메이한자동차도, 한와자동차도, 긴키자동차도, 한신고속 14호 마쓰바라선 마쓰바라 분기점이 있지만, 당시에는 미개통이었다. 

## 참고문헌
- 角川日本地名大辞典 27 大阪府